# Sonno di ghiaccio
Sonno di ghiaccio (Wes Craven's Chiller o Chiller) è un film per la televisione del 1985 diretto da Wes Craven e scritto da J.D. Feigelson.

## Trama
Dopo essere rimasto ibernato per dieci anni, a seguito di un errore di un computer, Miles si sveglia dal suo gelido sonno, esce dalla cripta in cui era rinchiuso e fa ritorno a casa. Ma qualcosa è andato storto e ben presto quello che era un semplice sospetto diventa puro terrore: Miles è stato tramutato in una creatura senza anima e il suo corpo è diventato l'incarnazione del male.

## Distribuzione
Il film è stato trasmesso negli Stati Uniti in prima visione assoluta sul canale CBS il 22 maggio 1985, mentre in Italia è stato trasmesso in prima visione su Canale 5 il 20 gennaio 1989.